# Bushmeat

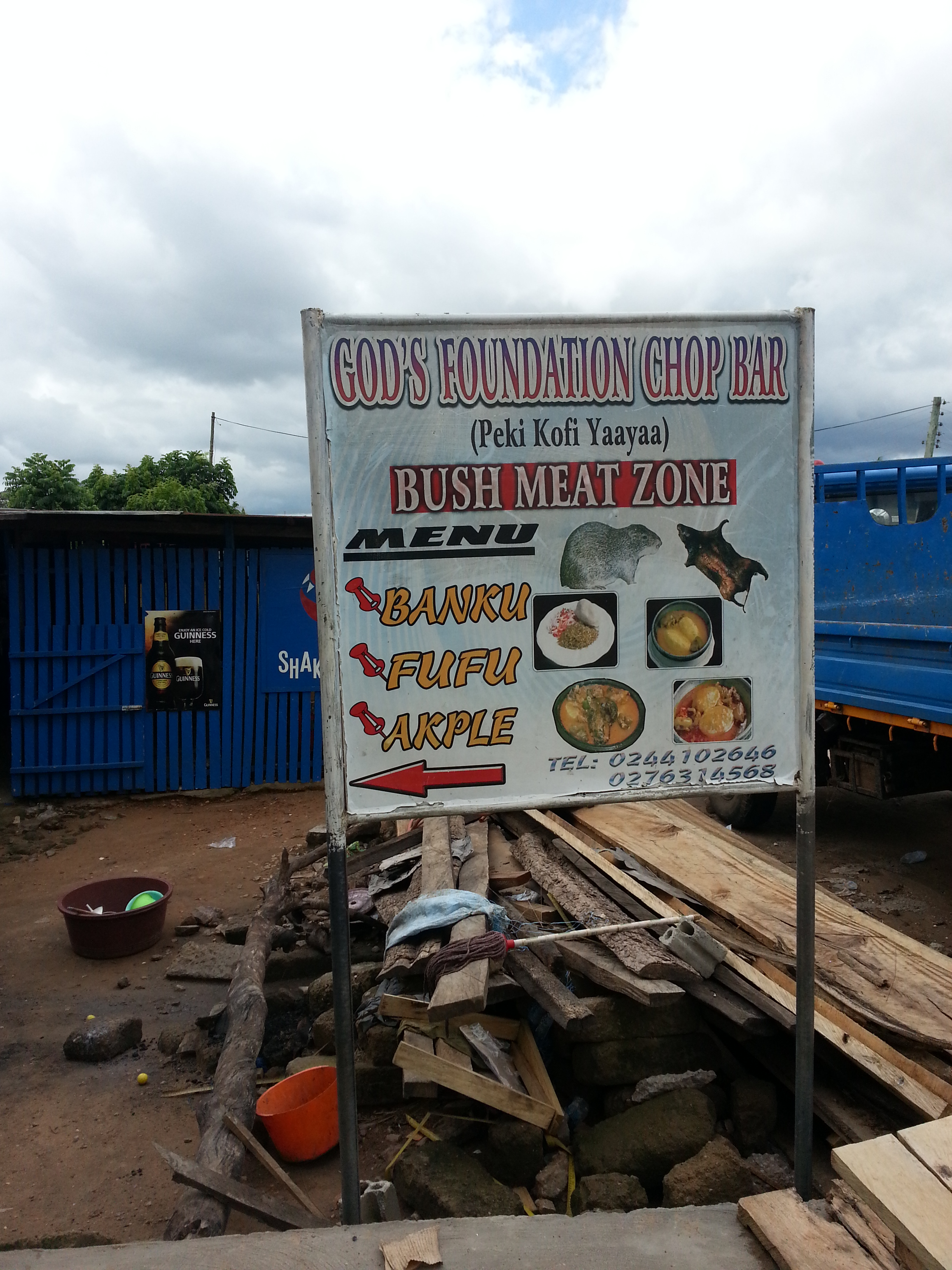
Eine Werbetafel in Ghana bewirbt eine Chop Bar, die Bushmeat anbietet. (2014)

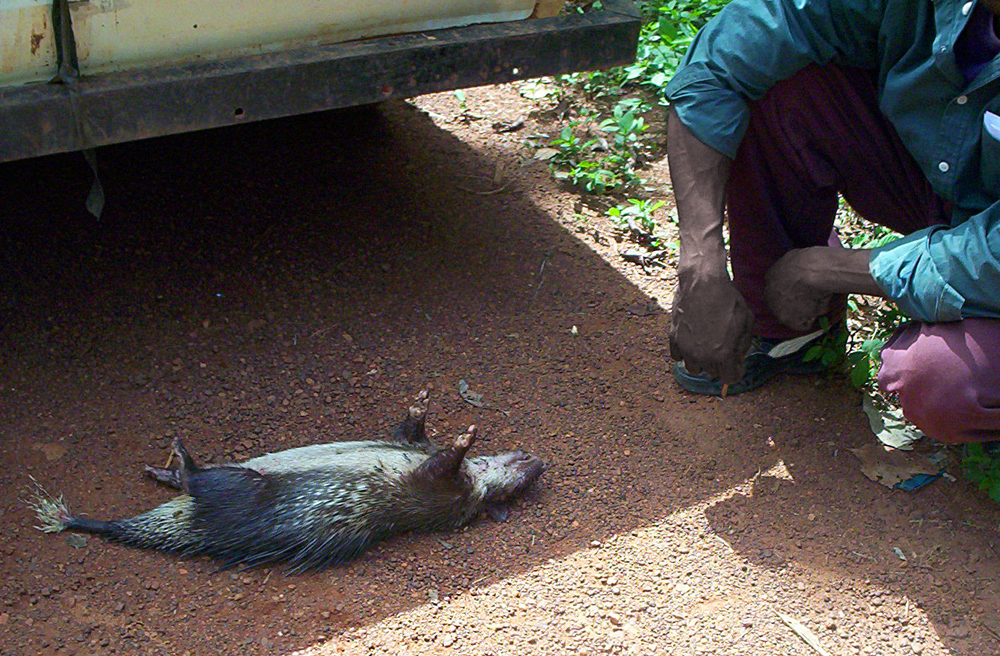
Der Afrikanische Quastenstachler (Gattung Stachelschweine) ist eines der Tiere, welches man auf Märkten in Kamerun finden kann.

Bushmeat (englisch, „Buschfleisch“) ist Wildfleisch von Tieren, die im Regenwald oder in den Savannen von Afrika, Asien und Südamerika gejagt werden. Dazu zählen vor allem Ducker (kleine Antilopen), Ratten, Affen und Stachelschweine, aber auch andere Säugetiere wie Elefanten oder Büffel sowie Reptilien (wie Krokodilfleisch), Schlangen, Frösche und Vögel.
Eine andere Bedeutung hat der australische Begriff Bush Food für die traditionelle Ernährungsform der Aborigines.

## Allgemeines
Etwa die Hälfte aller in Westafrika zum Verzehr gefangenen Tiere sind Grasnager und Eichhörnchen, weitere 25 Prozent entfallen auf Mungos und Stachelschweine. In vielen Gegenden Westafrikas sind Grasnager auf Märkten und in Restaurants das am häufigsten anzutreffende Bushmeat. Ein allgemeines christliches Verbot des Verzehrs von Bushmeat gibt es nicht; Einschränkungen bestehen jedoch für Muslime, die bestimmte Nahrungsverbote aus dem Koran und den Hadithen entnehmen. Der Verzehr von Bushmeat wird darin zwar nicht angesprochen, islamische Religionsgelehrte haben jedoch den Verzehr von Affenfleisch als nicht erlaubt (harām) erklärt.
Dies ist unabhängig von den allgemein zu beachtenden islamischen Tötungsvorschriften für Tiere, deren Fleisch gegessen werden soll. Vielerorts in Afrika hält das religiöse Nahrungsverbot Muslime davon ab, Affenfleisch zu verzehren. Die Ernährungsgewohnheiten sind andererseits – ungeachtet religiöser Zugehörigkeiten – zunächst von Traditionen, sozial-ökonomischen und anderen lokalen Faktoren geprägt.
Die Jagd auf Wildtiere ist in Afrika Teil der traditionellen Lebensweise der Bevölkerung; die Lebensweise als Jäger und Sammler ist kulturgeschichtlich wesentlich älter als der Ackerbau. In manchen ärmeren Regionen ist die Bevölkerung auf den Verzehr von Bushmeat als Eiweißlieferant angewiesen. Laut WWF liefert Bushmeat in Teilen von Zentralafrika 50 Prozent des Proteinanteils der Nahrung, in Liberia sogar 75 Prozent. In Botswana war Wildfleisch für 46 % der Haushalte in einer Studie die einzige Proteinquelle; der durchschnittliche Konsum betrug 18,2 Kilogramm pro Monat.
Die Gründe für den Verzehr von Wildfleisch sind in Afrika unterschiedlich. In den ländlichen Regionen von Simbabwe und Botswana ist dieses Fleisch 30 bis 50 Prozent billiger als Fleisch von Tieren aus Viehzucht. In den Städten gilt Bushmeat dagegen bei der reichen Oberschicht als besondere Delikatesse; hier werden für Wildfleisch deutlich höhere Preise gezahlt als für anderes Fleisch, in Mosambik bis zu 150 Prozent mehr. In Madagaskar gilt Bushmeat als weniger qualitätvoll als das Fleisch von Fisch oder Haustieren, dennoch gab die große Mehrheit einer befragten Gruppe an, mindestens einmal Bushmeat gegessen zu haben.
Auf Grund der klimatischen Bedingungen ist nicht in allen Teilen Afrikas Landwirtschaft und Viehzucht möglich. Außerdem ist die regional vorkommende Tsetsefliege eine Bedrohung für Viehbestände. Schätzungen zufolge werden allein im Kongobecken etwa ein bis drei Millionen Tonnen Bushmeat pro Jahr gegessen; das entspricht rund 28 Millionen Duckern und über sieben Millionen Roten Stummelaffen. Der Handel mit Buschfleisch an der Elfenbeinküste entspricht jährlich schätzungsweise einem Wert von 150 Millionen US-Dollar. In Kamerun ist der Handel mit Bushmeat verboten, trotzdem werden allein auf den Märkten in Yaoundé jedes Jahr bis zu 90 Tonnen Wildfleisch verkauft.
Teilweise gelangt Bushmeat aus Afrika illegal nach Europa und in die USA. 1998 berichtete der WWF, dass in Restaurants in London und Paris Gerichte aus Affenfleisch angeboten würden.

## Problematik

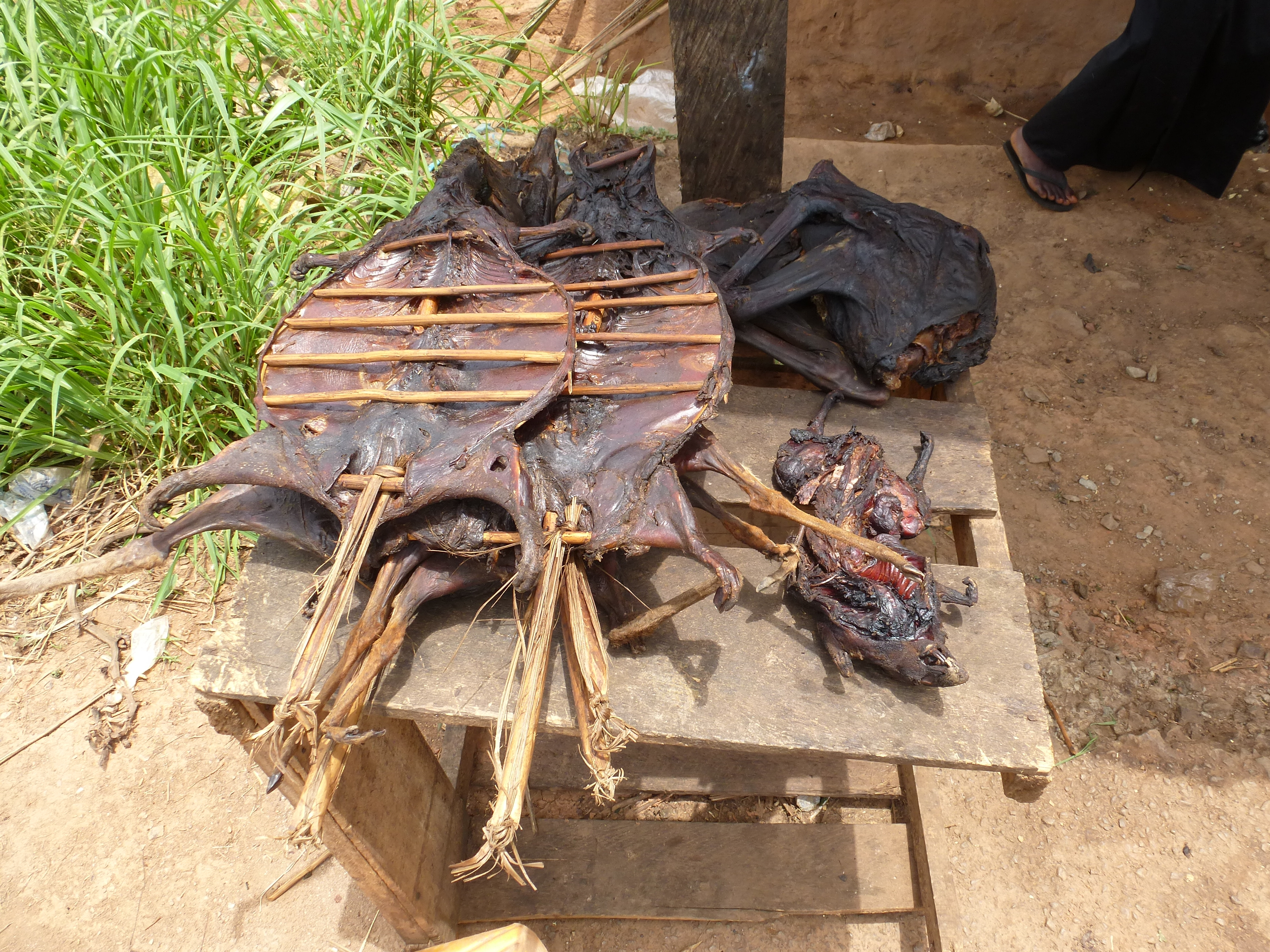
Geräuchertes Buschfleisch

### Bevölkerungsentwicklung und Nachfrage
Da der Tierbestand tropischer Regenwälder deutlich geringer ist als der offener Savannen, dürfte die Bevölkerungsdichte von Populationen, die vor allem von der Jagd dieser Tiere leben, eine Person/km² nicht übersteigen, damit der Bestand nicht kontinuierlich verringert wird. Im Kongobecken liegt die tatsächliche Bevölkerungsdichte bei 99 Personen/km².
Die afrikanische Bevölkerung hat sich seit 1900 um das Achtfache vergrößert, was eine stark erhöhte Nachfrage nach Fleisch zur Folge hat. Die Umstellung von traditionellen Fangmethoden mit Pfeil und Bogen sowie Netzen auf moderne Gewehre führt zu wesentlich größeren Fangquoten und damit zu einer Dezimierung der gejagten Spezies.
Eine wichtige Rolle bei der Ausweitung des Handels mit Bushmeat spielt die Nachfrage der internationalen Holzindustrie nach tropischem Holz und die Arbeit der Holzfällerkolonnen in den Regenwäldern. Diese Kolonnen schlagen Schneisen in den vorher unzugänglichen Dschungel und legen Zufahrtswege an, die es auch den Wildjägern ermöglichen, immer weiter in den Urwald vorzudringen. Außerdem jagen die Holzfäller selbst Wildtiere, um sich zu versorgen und beliefern teilweise auch lokale Märkte, um einen Zusatzverdienst zu erzielen.

### Gefährdung der Artenvielfalt

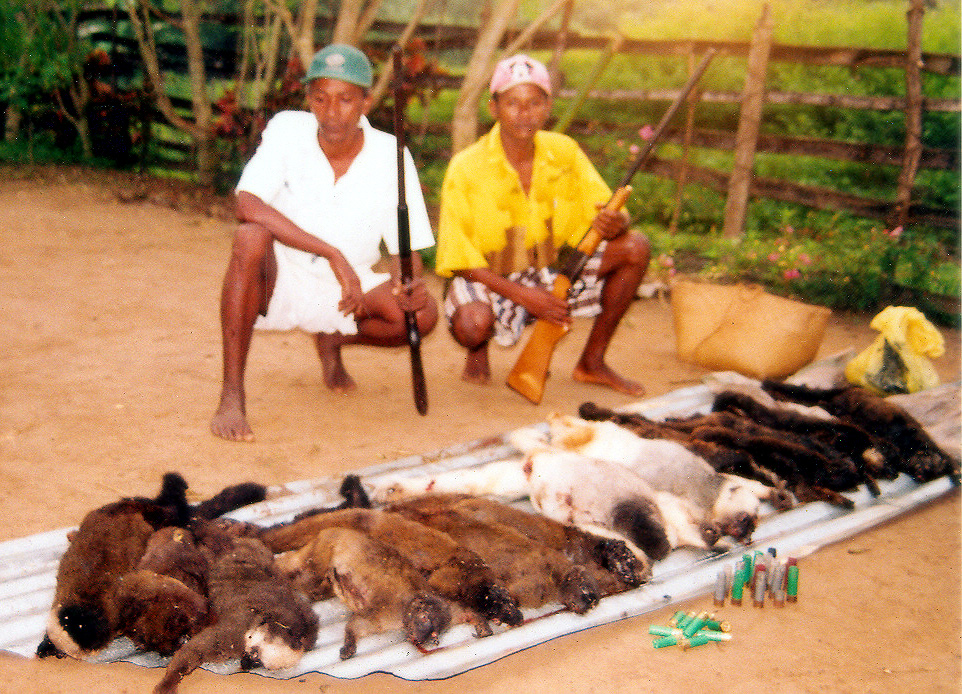
Getötete Lemuren, die für den Verkauf als Bushmeat bestimmt sind

International wird die in den letzten Jahrzehnten zunehmende Kommerzialisierung der Jagd und des Handels mit afrikanischem Bushmeat als ernstes Problem angesehen. Biologen befürchten einen Rückgang der Artenvielfalt. Tierschützer kritisieren in erster Linie den Handel mit Affenfleisch. Ihre Vertreter wie Jane Goodall sind der Ansicht, dass der extensive Handel mit Bushmeat innerhalb von zehn Jahren zur Ausrottung einiger Menschenaffen und anderer gefährdeter Arten führen wird. Als UN-Botschafterin des Friedens vertritt Goodall den Standpunkt, es sei nicht nur im Interesse der Tiere und der Umwelt, sondern auch der Menschheit den Handel mit Bushmeat wirksam und dauerhaft zu unterbinden.
Doch neben Affen droht weiteren Spezies durch die Bejagung das Aus. Der Goliathfrosch ist der größte Frosch der Welt und laut IUCN in erster Linie durch die Bejagung und den Verkauf als Bushmeat mittlerweile stark gefährdet. Ebenfalls durch Bejagung vom Aussterben bedroht sind Schuppentiere, deren Fleisch als Delikatesse gilt und deren Schuppen in der traditionellen chinesischen Medizin verwendet werden. 2019 wurden weltweit über 128 Tonnen Schuppentierfleisch und -schuppen beschlagnahmt. Dabei kann es zu unerwünschten Nebeneffekten kommen: so gilt das Malaiische Schuppentier, wie auch die Fledertiere, mit einer Wahrscheinlichkeit von über 90 Prozent, als möglicher Zwischenwirt für Corona-Viren.

### Gesundheitliche Risiken
Durch den Kontakt mit frisch geschlachtetem Bushmeat können bislang unbekannte Zoonosen bei Menschen auftreten, gegen die keine Medikamente zur Verfügung stehen. Wissenschaftler vermuten, dass der HIV-Erreger durch eine Mutation des SIV-Erreger entstanden und von afrikanischen Affen auf Menschen übertragen worden ist. Das Ebolavirus ist ebenfalls in Afrika entstanden und wird durch Körperflüssigkeiten übertragen; der genaue Ursprung dieses Virus ist jedoch nicht bekannt. Ausgehend vom Kontakt einer einzelnen Person bei der Jagd oder der Zubereitung von Affen oder Flughunden entstehen so Ebola-Epidemien mit zahlreichen Toten, die direkt keine Berührung mit den Tieren gehabt haben müssen.